# Kotch
Kotch es una película cómico-dramática estadounidense de 1971 dirigida por Jack Lemmon y protagonizada por Walter Matthau, Deborah Winters, Felicia Farr, Charles Aidman y Ellen Geer.
Adaptada por John Paxton de la novela homónima de 1965 de Katharine Topkins, la película cuenta la historia de un anciano que huye para que no le lleven a un asilo de ancianos, y entabla una amistad con una adolescente embarazada. Es la única película en la que Lemmon no actúa y se queda detrás de las cámaras.
Algunas escenas de la película se ruedan y están basadas en Palm Springs, California.

## Reparto
- Walter Matthau como Joseph P. Kotcher
- Deborah Winters como Erica Herzenstiel.
- Felicia Farr como Wilma Kotcher.
- Charles Aidman como Gerald Kotcher.
- Ellen Geer como Vera Kotcher.
- Donald y Dean Kowalski como Duncan Kotcher.
- Arlen Stuart como Mrs. Fisher
- Jane Connell como Miss Roberts.
- James E. Brodhead como Mr. Weaver
- Jessica Rains como Dr. McKernan
- Darrell Larson como Vincent Perrin.
- Biff Elliot como Gerente del Motel.
- Paul Picerni como Dr. Ramon Caudillo
- Lucy Saroyan como Sissy.
- Kim Hamilton como Emma Daly.
- Amzie Strickland como Niñera Barons.
- Larry Linville como Peter Stiel.
- Jack Lemmon como Pasajero de Autobús Dormido (sin acreditar).

## Recepción
La película obtuvo unas ganancias de 3,6 millones de dólares en América del Norte y 1,4 millones de dólares en otros países. Se registró un beneficio total de 330 000 dólares.

## Premios
La película fue nominada a los Premios Óscar por Mejor Actor (Walter Matthau), Mejor Montaje (Ralph E. Winters), Mejor Canción Original (Marvin Hamlisch y Johnny Mercer por "Life Is What You Make It") y Mejor Sonido (Richard Portman y Jack Solomon).

## Versión en DVD
Kotch fue lanzada en DVD para la Región 1 por Fox Video el 6 de julio de 2004.